# Samuel Nkuah-Boateng
Samuel Nkuah-Boateng (* 6. Mai 1968 in Sefwi Bosomoiso) ist ein ghanaischer Geistlicher und römisch-katholischer Bischof von Wiawso.

## Leben
Samuel Nkuah-Boateng besuchte das Knabenseminar in Elmina und anschließend das Regionalseminar in Cape Coast. Danach erwarb er an der Universität von Ghana einen Bachelor in Soziologie und Religionswissenschaft. Am 10. Juli 2001 empfing er das Sakrament der Priesterweihe für das Bistum Wiawso.
Neben verschiedenen Aufgaben in der Pfarrseelsorge war er von 2003 bis 2008 persönlicher Sekretär von Bischof Joseph Kweku Essien. Von 2009 bis 2018 war er Leiter des diözesanen Pastoral- und Bildungszentrums und von 2011 bis 2018 zudem Administrator der Kathedrale von Wiawso. Ab 2012 war er acht Jahre lang Präsident der Vereinigung der Diözesanpriester. Während dieser Zeit studierte er von 2015 bis 2017 am Catholic University College of Ghana und erwarb Mastergrade in den Bereichen Seelsorgsdienst und religiöse Bildung. Nach weiteren Studien von 2018 bis 2020 erwarb er auch den Master in Philosophie. Ab 2020 war er erneut Leiter des diözesanen Pastoral- und Bildungszentrums und Administrator der Kathedrale von Wiawso. Bereits seit 2009 hatte er dem Priesterrat und dem Konsultorenkollegium des Bistums angehört.
Papst Franziskus ernannte ihn am 26. Januar 2023 zum Bischof von Wiawso. Der Apostolischen Nuntius in Ghana, Erzbischof Henryk Mieczysław Jagodziński, spendete ihm am 21. April desselben Jahres auf dem Gelände der St. Joseph Senior High School in Wiawso die Bischofsweihe. Mitkonsekratoren waren der Erzbischof von Cape Coast, Gabriel Charles Palmer-Buckle, und sein Vorgänger als Bischof von Wiawso, Joseph Kweku Essien.